# 1999
| 1999                                                         |
| ------------------------------------------------------------ |
| Dødsfald - Fødsler                                           |
| • Begivenheder • Film • Litteratur • Musik • Politik • Sport |

| Gregoriansk kalender | 1999 MCMXCIX            |
| Ab urbe condita      | 2752                    |
| Armensk kalender     | 1448 ԹՎ ՌՆԽԸ            |
| Kinesiske kalender   | 4695 – 4696 戊寅 – 己卯 |
| Etiopisk kalender    | 1991 – 1992             |
| Jødisk kalender      | 5759 – 5760             |
| Hindukalendere       |                         |
| - Vikram Samvat      | 2054 – 2055             |
| - Shaka Samvat       | 1921 – 1922             |
| - Kali Yuga          | 5100 – 5101             |
| Iransk kalender      | 1377 – 1378             |
| Islamisk kalender    | 1420 – 1421             |

1999 (MCMXCIX) begyndte året på en fredag.
Regerende dronning i Danmark: Margrethe 2. 1972-2024
Se også 1999 (tal)

## Begivenheder
- Middelalder 99 afholdes i Danmark. Et nationalt projekt, hvor museer, kulturinstitutioner fokuserer på middelalderen i Danmark.

### Januar
- 1. januar – Euroen etableres.[1]
- 2. januar - der udbryder voldsomme kampe i Tjetjeniens hovedstad Grosnij mellem oprørere og russiske styrker
- 2. januar – en snestorm efterlader (359 mm) sne i Milwaukee, Wisconsin og (533.4 mm) i Chicago, hvor 68 dør
- 4. januar – bevæbnede mænd skyder mod shia-muslimer, der synger en lovsang i en moske i Islamabad, Pakistan, hvor 16 dræbes og 25 sårede.
- 6. januar – Dennis Hastert bliver Repræsentanternes Hus' ordfører.
- 10. januar – Et stort stykke kalkklippe ved Beachy Head ryger ned i havet.
- 20. januar – China News Service annoncerer nye begrænsninger på Internettet, der er rettet mod internetcaféer.
- 21. januar – En af de største narkofangster i USA's historie, United States Coast Guard får fat i et skib med over 4,3 tons kokain om bord, på vej mod Houston.
- 25. januar – Et jordskælv med 6,1 på Richter-skalaen rammer det vestlige Colombia, der dræber mindst 1.000.[2]

### Februar
- 2. februar – Hugo Chávez bliver præsident i Venezuela.[3]
- 7. februar – Kong Hussein af Jordan dør af kræft, og hans søn Abdullah 2. af Jordan overtager kronen.
- 10. februar – Laviner i De franske alper nær Geneve dræber mindst 10.
- 11. februar – Pluto bevæger sig langs sit underlige kredsløb og kommer nærmere Solen end Neptun, som senest skete i 1979 og først vil ske igen i 2231.
- 16. februar – I Usbekistan sker et synligt attentat-forsøg mod præsident Islom Karimov ved regeringens hovedkvarter.[4]
- 16. februar – Rundt om i Europa overtager kurdiske rebeller ambassader og gidsler efter at Tyrkiet har arresteret en af deres rebel-ledere.
- 21. februar – Albertinkatu-skyderierne i Helsinki, Finland: Tre mænd dræbes og en såres.
- 22. februar – Moderate irakiske shiamuslimers ulama Mohammad Mohammad Sadeq al-Sadr dræbes ved et attentat.
- 23. februar – Den kurdiske rebelleder Abdullah Öcalan anklages for landsforræderi i Ankara, Tyrkiet
- 23. februar – En lavine destruerer landsbyen Galtür, (Lavinekatastrofen i Galtür), Østrig og dræber 31.

### Marts
- 1. marts – En af fire bomber, der sprænges i Lusaka, Zambia, ødelægger den angolesiske ambassade.[5]
- 1. marts – Ottawa-konventionen træder i kraft.
- 3. marts – Walter LaGrand henrettes i et gaskammer i Arizona.[6]
- 12. marts – Ungarn, Polen og Tjekkiet bliver medlem af NATO.
- 15. marts – I Bruxelles træder Santer-kommissionen tilbage efter beskyldninger om korruption.
- 21. marts – 71. Oscaruddeling holdes i Dorothy Chandler Pavilion i Los Angeles, hvor Shakespeare in Love vinder Oscar for bedste film.
- 23. marts – Bevæbnede mænd dræber Paraguays vicepræsident Luis María Argaña.
- 24. marts – NATO angriber med luftskud mod Den Føderale Republik Jugoslavien, der nægtede at underskrive en fredsaftale. Dette er første gang NATO angriber en selvstændig stat.
- 24. marts – Brand i Mont Blanc-tunnelen dræber 39 personer, hvilket lukker den i næsten 3 år.
- 26. marts – Melissa-ormen angriber internettet
- 31. marts - Varehuset Daells Varehus i København lukker

### April
- 5. april – To libyere, der er mistænkt for at have ødelagt et Pan Am Flight 103 i 1988 overlades til skotske myndigheder og skal muligvis stilles for en domstol i Holland. FN sanktionerer Libyen.
- 7. april – Kosovokrigen: Kosovos hovedgrænsekrydsningerne lukkes ned af serbiske styrker for at forhindre etniske albanere i at flygte.
- 7. april – En bombe eksploderer i en kirke i Spanien; GRAPO erklærer sig for ansvarlige.
- 9. april – Ibrahim Baré Maïnassara, præsident i Niger, dræbes.
- 17. april – En bombe eksploderer i midten af et travlt marked i Brixton, i det sydlige London.
- 18. april - Tyrkiet afholdte sit 14. parlamentsvalg
- 19. april - Forbundsdagen i Tyskland vender efter den tyske genforening tilbage til Berlin
- 20. april – Columbine High School-massakren: To Littleton, Colorado-teenagere, Eric Harris og Dylan Klebold, skyder mod deres lærere og klassekammerater, dræber 12 elever og en lærer og så dem selv.
- 25. april – Tuanku Jaafar ibni Almarhum Tuanku Abdul Rahmans periode som den 10. Yang di-Pertuan Agong i Malaysia slutter.
- 26. april – Sultan Salahuddin Abdul Aziz Shah ibni Almarhum Sultan Hisamuddin Alam Shah Al-Haj, sultan i Selangor, bliver den 11. Yang di-Pertuan Agong i Malaysien.
- 26. april – Den britiske tv-vært Jill Dando, dræbes ved sit hjem i Fulham, London.
- 30. april – Cambodja bliver medlem af ASEAN.

### Maj
- 1. maj – Svampebob Firkant debuterede på Nickelodeon
- 3. maj – Tornadoudbruddet i Oklahoma 1999: En F5-tornado rammer Moore, Oklahoma og dræber 38 personer (den største tornado, der er målt i verdenshistorien).
- 5. maj – Microsoft udgiver Windows 98 (anden udgave) (fra 1998).
- 6. maj – Valg holdes i Skotland og Wales til det nye skotske parlament og Wales' nationalråd.
- 7. maj – Kosovokrigen: I Den Føderale Republik Jugoslavien dræbes tre kinesiske arbejdere fra den kinesiske ambassade og 20 såres, da NATO ved en fejltagelse angriber i Beograd.
- 7. maj – I Guinea-Bissau mister præsident João Bernardo Vieira magten ved et militærkup.
- 13. maj – Carlo Azeglio Ciampi bliver præsident i Italien.
- 17. maj – Ehud Barak bliver premierminister i Israel.
- 26. maj – Manchester United vinder Champions League ved Nou Camp-stadion, Barcelona og slog Bayern München
- 29. maj - Rumfærgen Discovery gennemfører den første sammenkobling med Den Internationale Rumstation
- 29. maj – Cathy O'Dowd, en sydafrikansk bjergbestiger, bliver den første kvinde, som bestiger Mount Everest fra både den nordlige og sydlige side.
- 29. maj – Nigeria fjerner det militære styre og Nigerias fjerde republik etableres ned Olusegun Obasanjo som præsident.

### Juni
- 1. juni – Napster, en revolutionerende musikdownloadingstjeneste, oprettes.
- 6. juni – I Brasilien, flygter 345 fængselsindsatte fra Putim-fængslet gennem hovedporten.
- 9. juni – Kosovokrigen: Den Føderale Republik Jugoslavien og NATO underskriver en fredsaftale.
- 10. juni – Kosovokrigen: NATO suspenderer sine luftangreb efter Slobodan Milošević lader serbiske styrker forlade Kosovo.
- 12. juni – Texas-guvernøren George W. Bush annoncerer, at han vil gå efter det republikanske partis nominering for USA's præsident.
- 14. juni – Thabo Mbeki bliver valgt til Sydafrikas præsident.
- 19. juni – Torino, Italien bliver valgt til værtsby for Vinter-OL 2006.
- 19. juni – Skrækforfatteren Stephen King rammes i en bilulykke.
- 21. juni – Apple Computer udgiver den første iBook, den første bærbare computer designet til gennemsnitlige forbrugere.
- 23. juni – Phillips-eksplosionen i 1999 dræbes 2 og sårer 3 i Pasadena, Texas.

### Juli
- 7. juli – I Rom løber Hicham El Guerrouj den hurtigste mil nogensinde på 3:43,13
- 11. juli – Indien tager fat i Kargil igen og tvinger Pakistans hær til at forlade stedet. Indien erklærer sig for sejrherrer, hvilket slutter den 2-måneder lange konflikt
- 16. juli – John F. Kennedy Jr. dør ved et flystyrt sammen med sin kone Carolyn Bessette Kennedy og hendes søster Lauren Bessette.
- 20. juli – Merkur-programmet: Liberty Bell 7 løftes fra Atlanterhavet.
- 20. juli – Falun Gong forbydes i Kina under Jiang Zemin.
- 22. juli – Den første version af MSN udgives af Microsoft.
- 23. juli – ANA Flight 61 kapres i Tokyo.
- 23. juli – Mohammed 6. af Marokko bliver konge efter sin far, Hassan 2.s død.
- 25. juli – Lance Armstrong vinder sit første Tour de France.
- 27. juli – 21 personer dør i en kanoroningsulykke nær Interlaken, Schweiz.

### August
- 7. august – Hundreder af tjetjenske guerillaer invaderer Ruslands republik Dagestan, hvilket udløser en kort krig
- 9. august – Ruslands præsident Boris Jeltsin fyrer sin premierminister, Sergej Stepasjin og fyrer for fjerde gang hele sit kabinet.
- 11. august – En solformørkelse ses i Europa og Asien.
- 11. august – Salt Lake City-tornadoen: En meget sjælden F2-tornado rammer Salt Lake City og dræber en
- 14. august - det sidste brofag på Øresundsbroen lægges på plads, og den danske kronprins Frederik og den svenske kronprinsesse Victoria mødes symbolsk på midten
- 15. august - færgen Ærøsund sejler sin sidste tur mellem Ærøskøbing og Svendborg
- 17. august – İzmit-jordskælvet 1999: Et 7,6-jordskælv på Richterskalaen rammer İzmit og meget af det nordvestlige Tyrkiet og dræber mere end 17.000 og skader 44.000
- 19. august - i Beograd kræver titusindvis af serbere præsident Slobodan Milošević' afgang
- 22. august – Mandarin Airlines Flight 642 styrter ned i Hong Kong
- 26. august - Rusland indleder 2. Tjetjenske krig som følge af Den Islamiske Internationale Brigades invasion af Dagestan
- 30. august – Østtimor stemte for uafhængighed fra Indonesien i en folkeafstemning.
- 31. august – Apple Computer udgiver Power Macintosh G4.

### September
- 7. september – Et jordskælv rammer Athen, dræber 143 og sårer mere end 2000.
- 7. september – Viacom og CBS går sammen.
- 8. september – Den første af en række bombninger af russiske lejligheder sker.
- 9. september – Sega udgiver Dreamcast.
- 14. september – Kiribati, Nauru og Tonga bliver medlem af FN.
- 21. september – 921-jordskælvet, også kendt som Jiji-jordskælvet (7,6 på Richter-skalaen) dræber omkring 2400 i Taiwan
- 25. september - Fremskridtspartiets landsmøde ophæver den otte år gamle eksklusion af partiets stifter Mogens Glistrup. Et par uger efter fik det fire af partiets mest kendte folketingsmedlemmer til at melde sig ud af partiet

### Oktober
- 9. oktober - Farums borgmester Peter Brixtofte presses til at trække sig som Venstres skattepolitiske ordfører. [kilde mangler]
- 10. oktober – Valg holdes i Portugal.
- 11. oktober - Superfos sælges til den amerikanske Ashland-koncern for 6,6 milliarder kr.
- 12. oktober – Verdens befolkning når 6 milliarder personer (ifølge FN), hvor det seneste barn fødes i Sarajevo, Bosnien-Hercegovina
- 12. oktober - Fremskridtspartiets fire folketingsmedlemmer bryder ud af partiet i protest mod, at stifteren Mogens Glistrup er genindtrådt i partiet. Folketingsmedlemmerne bliver dog i Folketinget, hvor de stifter et nyt parti, Frihed 2000
- 20. oktober - Dronning Margrethe indvier sammen med statsoverhovederne for Sverige, Norge, Finland og Island det nye nordiske ambassadekompleks i Berlin
- 27. oktober – bevæbnede mænd åbner ild i det armenske parlament, dræber premierminister Vazgen Sargsyan.

### November
- 6. november - Ved en folkeafstemning i Australien afviser australierne at erstatte den britiske monark med en præsident.
- 12. november – Et 7,2-jordskælv på Richter-skalaen rammer Duzce og det nordvestlige Tyrkiet, dræber 845 og sårer 4.948.
- 20. november – Kina udsender Shenzhou-rumfartøjet.
- 26. november – Et jordskælv og en tsunami rammer Vanuatu
- 26. november - katamaranen MS Sleipner går på grund nord af Haugesund, Norge, på vej til Bergen. 69 bliver reddet, 16 omkommer
- 27. november – Det venstreorientrede Arbejderpartiet i New Zealand danner regering med Helen Clark som leder, hvilket gør hende til landets anden kvindelige premierminister nogensinde.
- 30. november – ExxonMobil-sammenarbejdet opstår, hvilket gør det til verdens største firma.

### December
- 3. december – NASA mister radiokontakt med Mars Polar Lander, øjeblikke før rumfartøjet kommer til Mars' atmosfære.
- 3. december – En kraftig orkan rammer det sydlige Danmark og dræber syv mennesker. Lavtryksbanen over Nordjylland giver landsdelen rolige vindforhold en overgang. Skaderne efter århundredes orkan løber op i et milliardbeløb og bliver den hidtil mest ødelæggende naturkatastrofe.
- 3. december – Statsminister Poul Nyrup Rasmussen afslører i TV 2s morgen-tv at hans far var medlem af det danske nazistparti under besættelsen.[7]
- 8. december - I Moskva underskriver Rusland og Hviderusland en unionsaftale
- 20. december - den lille portugisiske koloni Macau overdrages til Kina. Macau blev etableret 1557 som den første europæiske koloni i Kina
- 21. december - den danske nazi-leder Jonni Hansen sigtes for drabsforsøg ved at påkøre en gruppe demonstranter
- 25. december – Orkan over Vesteuropa dræber op imod 50 mennesker i Storbritannien, Belgien, Frankrig, Tyskland, Schweiz, Spanien og Østrig
- 28. december - Saparmurat Nijasov udråbes til Præsident for Livet i Turkmenistan
- 31. december – Boris Jeltsin trækker sig tilbage som Ruslands præsident og efterlader præsidentembedet til premierminister Vladimir Putin
- 31. december - det store pariserhjul i London, London Eye eller Millennium Wheel, åbnes officielt af Tony Blair.

## Født
- 29. januar – Anthon Edwards Knudtzon, dansk skuespiller og sanger
- 4. marts - Brooklyn Beckham, britisk mediepersonlighed
- 5. marts - Madison Beer, amerikansk sangerinde
- 20. maj – Kasper Kesje, dansk barneskuespiller
- 28. maj - Cameron Boyce, amerikansk skuespiller, danser og model
- 8. juli - Thomas Norgreen, dansk skuespiller
- 18. august - Talia Castellano, amerikansk internetberømthed og youtubepersonlighed
- 23. august - Thor Blanchez Farlov, dansk skuespiller og sanger
- 28. august – Grev Nikolai, dansk greve.
- 14. september – Grev Richard von Pfeil und Klein-Ellguth, tysk greve født i Danmark, barnebarn af Prinsesse Benedikte
- 27. december - Toke Lars Bjarke, dansk skuespiller og rapper

## Sport
- 18. august - i Parken i København spiller Danmarks fodboldlandshold 0-0 mod Holland i en venskabskamp
- 4. september - i Parken i København vinder det danske fodboldlandshold 2-1 over Schweiz i en EM-kvalifikationskamp. Målene scores af Allan Nielsen og Jon Dahl Tomasson.
- 26. september – USA vinder den 33. Ryder Cup i golf med snæver margin, 14½-13½, over Europa
- 10. oktober - i Parken i København spiller Danmarks fodboldlandshold 0-0 mod Iran i en venskabskamp
- 13. november - i Tel Aviv vinder Danmarks fodboldlandshold overbevisende med 5-0 i den første af to play-off kampe om kvalifikation til EM 2000 i Holland/Belgien. Målene bliver scoret af: Jon Dahl Tomasson (2), Stig Tøfting, Martin Jørgensen og Brian Steen Nielsen
- 17. november - i Parken i København vinder Danmarks fodboldlandshold den anden og sidste play-off kamp om kvalifikation til EM i 2000 i Holland/Belgien med 3-0 over Israel. Målene scores af Ebbe Sand, Brian Steen Nielsen og Jon Dahl Tomasson. Dermed har Danmark med samlet 8-0 kvalificeret sig til EM

## Musik

### Klassisk musik
- 6. november – Lys på din vej af Frederik Magle bliver uropført ved Prins Nikolais dåb i Fredensborg Slotskirke[8]

### Danske udgivelser
- Suspekt – Suspekt
- Kashmir – The Good Life

### Internationale udgivelser
- 1. juni - Scatman John - udgiver "Take Your Time"
- 29. juni – Slipknot – udgiver "Slipknot"
- 1. november – Westlife udgiver deres første album Westlife.
- 16. november – KoRn udgiver "Issues"
- 1. juni – Blink-182 – udgiver "Enema of the State"
- 5. november Dr. Dre – udgiver " 2001"

### Grammy Awards
- Record of the Year: Oplysning mangler
- Album of the Year: Oplysning mangler
- Song of the Year: Oplysning mangler
- Best New Artist: Oplysning mangler

### Danish Music Awards
- Årets Danske Album: Ginman/Jørgensen – Ginman/Jørgensen
- Årets Danske Gruppe: Den Gale Pose
- Årets Nye Danske Navn: S.O.A.P.
- Årets Danske Sanger: Søren Sko
- Årets Danske Hit: Den Gale Pose – Spænd Op Til Li'r

### Melodi Grand Prix
- Dansk vinder: Trine Jepsen og Michael Teschl: Denne gang (engelsk titel; This time (I mean it))
- 29. maj – Sverige vinder årets udgave af Eurovision Song Contest, som blev afholdt i Jerusalem, Israel, med sangen "Take Me to Your Heaven" af Charlotte Nilsson

## Nobelprisen
- Fysik – Gerardus 't Hooft, Martinus J.G. Veltman
- Kemi – Ahmed H. Zewail
- Medicin – Günter Blobel
- Litteratur – Günter Grass
- Fred – Medecins Sans Frontieres, Bruxelles, Belgien.
- Økonomi – Robert Mundell

## Bøger
- Og ham der slår på tromme, et blik bagud, Jan Stage
- Russiske skæbner, otte moskovitter fortæller, Marie Tetzlaff
- Bikubesang, Frode Grytten

## Film
- 5. juni − MTV Movie Awards 1999 afholdes i Santa Monica, Californien

### Premierer

#### Danske film
- 15. januar − Under overfladen
- 26. februar − Magnetisørens femte vinter
- 12. marts − Mifunes sidste sang
- 26. marts − Manden som ikke ville dø
- 1. april − Den eneste ene
- 9. april − Antenneforeningen
- 7. maj − Pizza King
- 25. juni − Besat
- 30. juli − Bye bye bluebird
- 6. august − Bleeder
- 30. august − Seth
- 3. september − Bornholms stemme
- 10. september − I Kina spiser de hunde
- 8. oktober − Falkehjerte
- 15. oktober − Kærlighed ved første hik
- 29. oktober − Klinkevals
- 5. november − Guds børn